# 吉岡正晴
吉岡 正晴(よしおか まさはる、1955年 - ）は、日本の音楽評論家、翻訳家、DJ。ブラックミュージックに詳しい。

## 概要
1955年に東京で生まれ、1978年に慶應義塾大学商学部を卒業する。高校在学時から特にブラック・ミュージックに興味を持ち、大学生で桜井ユタカが主宰する 『ソウル・オン』誌に執筆を始め、以後各音楽誌・紙、ライナーノーツ、一般雑誌で寄稿を始める。
1973年にアーリーバード・レコーズを設立して1980年までソウル・レコードをアメリカから輸入して販売し、音楽と音楽ビジネスを経験する。1973年から六本木のソウル・ディスコ「エンバシー」、赤坂「マンハッタン」、西麻布「トミーズ・ハウス」、自由が丘「エスピガ」などでDJとして活動する。
原1979年にプロデュースした「ダンス・イッツ・マイ・ライフ」 が、1980年にアメリカのダンス・インディー・レーベルから発売され、レコード・ワールド誌、ビルボード誌のダンス・チャートでベスト10入りした。
ラジオ番組で選曲、制作、出演するほか、アメリカのブラック・ミュージックに関する原稿を音楽誌・一般誌・新聞などに寄稿している。

## 主な出演
- ミュージックバード for コミュニティFM 大西貴文のTHE NITE 毎月第一木曜レギュラー（2014年10月2日 - ）
- interfm Soul Searchin' Radio （2013年4月 - 2014年10月1日、2017年3月 - ）
- interfm / JFN A・O・R（出演開始時期不明[1] - ）毎週木曜日[2]20時台の「Soul To Soul」にコメンテーターとして出演。
- interfm RADIO DISCO（出演開始時期不明[3] - ）- 15時台後半のゲストコーナーにディスコ・サーチャーとして不定期出演。

ほか

## 著作

### 単著
- ソウルサーチン R&Bの心を求めて（音楽之友社、2000年、ISBN 427623302X）
  - ソウルサーチン R&Bの心を求めて Vol.1「ミニー・リパートン 〜ハーフ・フルの人生〜」※電子書籍版
  - ソウルサーチン R&Bの心を求めて Vol.2「ハーヴィー・フークワ もうひとつのマーヴィン・ゲイ物語」※電子書籍版
  - ソウルサーチン R&Bの心を求めて Vol.3「ナタリー・コール物語 二度のグラミーの狭間で」※電子書籍版
  - ソウルサーチン R&Bの心を求めて Vol.4「ナイル・ロジャーズ&バーナード・エドワーズ Chic、友情という名のメロディー」※電子書籍版

### 翻訳
- ベリー・ゴーディ『モータウン、わが愛と夢』（TOKYO FM出版、1996年、ISBN 492488068X）
- ジェフリー・ボウマン『ディーヴァ ホイットニー・ヒューストン物語』（TOKYO FM出版、1996年、ISBN 4924880906）
- エイドリアン・グラント（英語版）『マイケル・ジャクソン観察日誌』（小学館、1997年、ISBN 4093860130）
- エイドリアン・グラント『マイケル・ジャクソン全記録 1958-2009』（ユーメイド、2009年、ISBN 9784904422069）
- デイヴィッド・リッツ（英語版）『マーヴィン・ゲイ物語 引き裂かれたソウル』（ブルース・インターアクションズ〈P-Vine Books〉、2009年、ISBN 9784860203184）